# アリルエーテル
| アリルエーテル | アリルエーテル   |
| -------------- | ---------------- |
|                |                  |
| IUPAC名        | ジアリルエーテル |
| 分子式         | C6H10O           |
| 分子量         | 98.2             |
| CAS登録番号    | 557-40-4         |
| 形状           | 無色透明の液体   |
| 密度と相       | 0.80 g/cm3, 液体 |
| 相対蒸気密度   | 3.4（空気 = 1）  |
| 融点           | -6 °C            |
| 沸点           | 94 °C            |
| SMILES         | C=CCOCC=C        |
| 出典           | ISCS             |

アリルエーテル (allyl ether) は、2つのアリル基が酸素原子に結合した構造を持つエーテル。ジアリルエーテル (diallyl ether) とも呼ばれる。
常温では特有の臭いのある無色透明の液体。刺激性。水に不溶。酸化されると過酸化物が生成し、爆発することがある。
可燃性があり、引火点が -7℃ であることから、消防法における危険物（第4類第1石油類、危険等級II）に当たる。また、化審法の対象物質（官報公示整理番号 2-2422）に指定されている。